# Adalbert Merx
Adalbert Merx (Bleicherode cerca de Nordhausen, Alemania, 2 de noviembre de 1838 - 6 de agosto de 1909, Heidelberg, Alemania) fue un teólogo y orientalista.
Estudió en la Universidad de Jena, donde se convirtió en profesor en 1869. Posteriormente fue profesor ordinario de filosofía en la Universidad de Tübingen, y en 1873 profesor de teología en la Universidad de Giessen. De 1875 hasta su muerte fue profesor de teología en la Universidad de Heidelberg. En el transcurso de sus investigaciones hizo varios viajes hacia oriente.
Merx dedicó gran parte de sus investigaciones a la elucidación del Palimpsesto del Sinaí descubierto en 1892 por Agnes Smith Lewis, los resultados (Die Evangelien des Markus und Lukas nach der Syrischen im Sinaikloster gefundenen Palimpsesthandschrift) forman parte de Die vier kanonischen Evangelien nach dem ältesten bekannten Texte (4 vols., 1897-1905). Su último trabajo fue una edición de los libros de Moisés y Josué.

## Obra
Entre sus obras destacan:
- Grammatica syriaca (1867-1870)
- Vocabulary of the Tigre language (1868)
- Das Gedicht vom Hiob (1871)
- Die Prophetie des Joel und ihre Ausleger (1879)
- Die Saadjanische Uberseizung der Hohenlieder ins Arabische (1882)
- Chrestomathia Targumica (1888)
- Historia artis grammaticae apud Syros (1889)
- Ein samaritanisches Fragment (1893)
- Idee und Grundlinien einer allgemeiner Geschichte der Mystik (1893)
- Die bucher Moses und Josua; eine einfuhrung fur laien (1907)
- Der Messias oder Ta'eb der Samaritaner, nach bisher unbekannten quellen (1909)